# Cantó de Briude Sud
El cantó de Briude Sud és un cantó francès del departament de l'Alt Loira, situat al districte de Briude. Té sis municipis i part del de Briude.

## Municipis
- Briude
- Chaniat
- Fontannes
- Javaugues
- Lavaudieu
- Saint-Just-près-Brioude
- Vieille-Brioude

## Història
| Data d'elecció                           | Identitat           | Partit           | Qualitat |
| ---------------------------------------- | ------------------- | ---------------- | -------- |
| 1985-                                    | Philippe Vignancour | UDF, després UMP |          |
| les dades anteriors no són pas conegudes |                     |                  |          |
|                                          |                     |                  |          |